# Quần đảo Senkaku
Quần đảo Senkaku (尖閣諸島 (Tiêm Các chư đảo) Senkaku Shotō, các biến thể: Senkaku-guntō và Senkaku-rettō), quần đảo Điếu Ngư, quần đảo Điếu Ngư Đài (tiếng Trung: 釣魚台群島; bính âm: Diàoyútái Qúndǎo - theo cách gọi của Đài Loan), đảo Điếu Ngư cùng các đảo phụ thuộc (tiếng Trung: 钓鱼岛及其附属岛屿; bính âm: Diàoyúdǎo jí qí fùshǔ dǎoyǔ - theo cách gọi của Trung Quốc đại lục), cũng được gọi đơn giản là đảo Điếu Ngư (钓鱼岛) hay quần đảo Pinnacle, là một nhóm các đảo không có người ở do Nhật Bản duy trì quyền kiểm soát thực tế trên biển Hoa Đông. Các đảo này nằm về phía đông của Trung Quốc đại lục, phía đông bắc của đảo Đài Loan, phía tây của đảo Okinawa và về phía bắc; cực tây nam của quần đảo Ryukyu (đảo Yonaguni).
Từ khi Hoa Kỳ trao quyền quản lý các đảo này cho Nhật Bản vào năm 1971, quyền sở hữu các đảo bị đưa vào trạng thái tranh chấp giữa Nhật Bản với Cộng hòa Nhân dân Trung Hoa và Trung Hoa Dân Quốc (Đài Loan). Trung Quốc tuyên bố rằng họ đã phát hiện và kiểm soát các đảo từ thế kỷ 14, trong khi đó Nhật Bản đã kiểm soát các đảo này từ năm 1895 cho đến khi đầu hàng phe Đồng Minh sau Chiến tranh thế giới thứ hai. Hoa Kỳ quản lý quần đảo như là một phần của Chính quyền dân sự Hoa Kỳ tại quần đảo Ryukyu từ năm 1945 đến năm 1972, sau năm 1972, quần đảo được Mỹ trao lại cho chính phủ Nhật Bản theo Hiệp ước trao trả Okinawa - ký kết giữa chính phủ Hoa Kỳ với chính phủ nước này.
Hiện nay, quần đảo là một vấn đề nhạy cảm trong mối quan hệ ngoại giao giữa Nhật Bản và CHND Trung Hoa, cũng như giữa Nhật Bản và THDQ. Mặc dù có sự phức tạp trong quan hệ hai bờ eo biển Đài Loan, cả CHND Trung Hoa và THDQ đều chấp thuận rằng các đảo là một phần của huyện Nghi Lan thuộc tỉnh Đài Loan, còn đối với Nhật Bản, do những tác động từ vị thế địa - chính trị Đài Loan, phía Nhật Bản không công nhận nước này là một quốc gia có chủ quyền và coi quần đảo là một phần của thành phố Ishigaki, thuộc tỉnh Okinawa, đồng thời, nước này cũng bác bỏ tuyên bố chủ quyền của cả CHND Trung Hoa lẫn THDQ đối với các đảo này.

## Địa lý

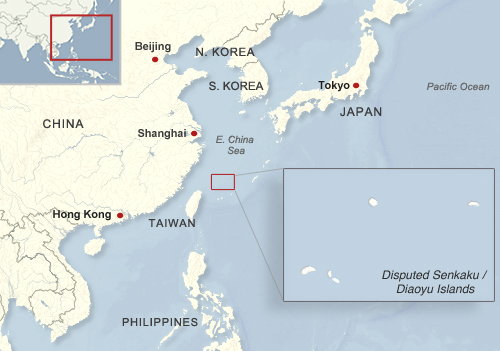
Vị trí quần đảo Senkaku tại biển Hoa Đông

Quần đảo có năm đảo nhỏ không có người ở và ba đá cằn cỗi. Quần đảo nằm trên biển Hoa Đông, cách xấp xỉ 120 hải lý về phía đông bắc Đài Loan, 200 hải lý về phía đông Trung Quốc đại lục và cách 200 hải lý về phía tây nam của đảo Okinawa của Nhật Bản.
Theo thứ tự tăng dần:
- 140 kilômét (76 nmi; 87 mi) về phía đông đảo nhỏ Bành Giai, Đài Loan [7]
- 170 kilômét (92 nmi; 110 mi) về phía bắc của đảo Ishigaki, Nhật Bản
- 186 kilômét (100 nmi; 116 mi) về phía đông bắc của Cơ Long, Đài Loan
- 410 kilômét (220 nmi; 250 mi) về phía tây của đảo Okinawa, Nhật Bản

Ngày 3 tháng 3 năm 2012, Cục Hải dương Nhà nước Trung Quốc đã công bố 71 tên tiêu chuẩn của đảo Điếu Ngư cùng đảo phụ thuộc khác.
| Tên Nhật Bản                                  | Tên Trung Quốc (CHNDTH)         | Tên Đài Loan (THDQ)               | Tọa độ                                | Diện tích | Độ cao tối đa | Miêu tả | Hình ảnh |
| --------------------------------------------- | ------------------------------- | --------------------------------- | ------------------------------------- | --------- | ------------- | --- | -------- |
| 魚釣島 Uotsuri Shima Ngư Điếu đảo             | 钓鱼岛 Diàoyú Dǎo Điếu Ngư đảo  | 釣魚臺 Diàoyútái Điếu Ngư Đài     | 25°46′B 123°31′Đ / 25,767°B 123,517°Đ | 3,82 km²  | 363 m         | Nằm cách đảo Ishigaki 170 km về phía tây bắc, cách Ôn Châu 356 km về phía đông nam, cách Phúc Châu 385 km về phía đông, cách Cơ Long 190 km về phía đông bắc. Chiều dài đông-tây là 250 m. Là đảo lớn nhất của quần đảo |          |
| 久場島 Kuba Shima Cửu Trường đảo              | 黄尾屿 Huángwěi Yǔ Hoàng Vĩ tự  | 黃尾嶼 Huángwěi Yǔ Hoàng Vĩ tự    | 25°56′B 123°41′Đ / 25,933°B 123,683°Đ | 1,55 km²  | 117 m         | Nằm cách đảo Ishigaki 160 km về phía bắc, cách đảo Uotsuri 27 km về phía đông bắc |          |
| 大正島 Taishō Tō Đại Chính đảo                | 赤尾屿 Chìwěi Yǔ Xích Vĩ tự     | 赤尾嶼 Chìwěi Yǔ Xích Vĩ tự       | 25°55′B 124°34′Đ / 25,917°B 124,567°Đ | 0,06 km²  | 75 m          | Nằm cách đảo Ishigaki 150 km về phía bắc, cách đảo Uotsuri 103 km, nằm biệt lập ở cực đông của quần đảo |          |
| 北小島 Kita Kojima Bắc tiểu đảo               | 北小岛 Běixiǎo Dǎo Bắc tiểu đảo | 北小島 Běixiǎo Dǎo Bắc tiểu đảo   | 25°45′B 123°36′Đ / 25,75°B 123,6°Đ    | 0,31 km²  | 118 m         | Nằm cách đảo Iriomote 160 km về phía bắc, cách đảo Uotsuri 5 km về phía đông, nằm sát Minami Kojima |          |
| 南小島 Minami Kojima Nam tiểu đảo             | 南小岛 Nánxiǎo Dǎo Nam tiểu đảo | 南小島 Nánxiǎo Dǎo Nam tiểu đảo   | 25°45′B 123°36′Đ / 25,75°B 123,6°Đ    | 0,40 km²  | 149 m         | Nằm cách đảo Uotsuri 5,5 km về phía đông, sát Kita Kojima |          |
| 沖の北岩 Okino Kitaiwa Xung (no) Bắc nham     | 北屿 Běi Yǔ Bắc tự              | 沖北岩 Chōngběi Yán Xung Bắc nham | 25°49′B 123°36′Đ / 25,817°B 123,6°Đ   | 0,05 km²  | 28 m          | Nằm cách đảo Ishigaki 160 km về phía bắc, cách đảo Uotsuri 6 km về phía đông bắc. Bao gồm hai đá phía đông và tây |          |
| 沖の南岩 Okino Minami- iwa Xung [no] Nam nham | 南屿 Nán Yǔ Nam tự              | 沖南岩 Chōngnán Yán Xung Nam nham | 25°47′B 123°37′Đ / 25,783°B 123,617°Đ | 0,01 km²  | 13 m          | Nằm cách đảo Ishigaki 160 km về phía bắc, cách đảo Uotsuri 7,5 km về phía đông |          |
| 飛瀬 Tobise Phi lại                           | 飞屿 Fēi Yǔ Phi tự              | 飛瀨 Fēi Lài Phi lại              | 25°45′B 123°33′Đ / 25,75°B 123,55°Đ   | 0,01 km²  | 2 m           | Nằm cách đảo Ishigaki 160 km về phía bắc, cách đảo Uotsuri 1,5 km về phía đông. |          |

Độ sâu vùng nước xung quanh thềm lục địa của quần đảo là xấp xỉ 100–150 mét (328–492 ft) ngoại trừ máng Okinawa ở phía nam.
Sự tồn tại của bồn trũng sau cung làm phức tạp thêm vấn đề mô tả. Theo giáo sư Quý Quốc Hưng (季国兴) của Ban châu Á-Thái Bình Dương tại Đại học Ngoại quốc ngữ Thượng Hải,
- Giải thích của Trung Quốc là "...Máng Okinawa chứng minh rằng thềm lục địa của Trung Quốc và Nhật Bản là không kết nối, Máng phục vụ như là ranh giới tự nhiên giữa chúng, và rằng không nên bỏ qua Máng này...."[15]
- Giải thích của Nhật Bản là "...Máng chỉ là một vùng lõm ngẫu nhiên trong một rìa lục địa liên tục giữa hai nước... [và] máng nên được bỏ qua...."[15]

### Động thực vật
Việc cho phép thu nhập các thảo mộc trên ba hòn đảo của nhóm đã được ghi lại trong một chiếu chỉ cổ từ thời nhà Thanh vào năm 1893.
Uotsuri Jima, hòn đảo lớn nhất, có một số loài đặc hữu như chuột chũi Senkaku (Mogera uchidai) và kiến Okinawa-kuro-oo-ari. Chuột chũi Senkaku là một loài có nguy cơ tuyệt chủng; sự tồn tại của nó bị đe dọa bởi những con dê được đưa đến đảo vào năm 1978.
Chim hải âu lớn được theo dõi trên quần đảo. Trong tất cả các đảo, Minami Kojima là một trong số ít những nơi sinh sản của loài Hải âu lớn đuôi ngắn (Phoebastria albatrus).